# Rigadin flirte et sa femme fait la même chose
Pour plus de détails, voir Fiche technique et Distribution.
Rigadin flirte et sa femme fait la même chose ou Rigadin flirte et sa femme fait la même chose que lui est un film muet français réalisé par Georges Monca, sorti en 1913.

## Fiche technique
- Titre : Rigadin flirte et sa femme fait la même chose
- Titre alternatif : Rigadin flirte et sa femme fait la même chose que lui
- Réalisation : Georges Monca
- Scénario : Charles Torquet, Jacques de Choudens
- Photographie :
- Montage :
- Société de production : Pathé Frères
- Société de distribution : Pathé Frères
- Pays d'origine :  France
- Langue : film muet avec les intertitres en français
- Métrage : 210 mètres
- Format : Noir et blanc — 35 mm — 1,33:1 — Muet
- Genre :  Comédie
- Durée : 7 minutes
- Dates de sortie : 
  - France : 2 mai 1913

## Distribution
- Charles Prince : Rigadin
- Yvonne Maëlec
- Yvonne Harnold